# 牧民心書 〜実学者チョン・ヤギョンの生涯〜
『牧民心書 〜実学者チョン・ヤギョンの生涯〜』（韓国語:소설 목민심서）は、2000年5月1日から2000年10月12日までに韓国KBSで放送された大韓民国のテレビ時代劇。

## 概要
このドラマは朝鮮時代後期、正祖に仕えて政治家、実学者、設計者として活躍した丁若鏞（정약용 チョン・ヤギョン）の生涯を描いた作品である。当初は30分強の連続ドラマで放送されていたが、番組編成による変更で1時間枠の放送に移行された。

## 出演
チョン・ヤギョン（丁若鏞）/小説家キム・ハクスン（一人二役）：イ・ジヌ（李珍雨）
妓生ビアン：キム・ソンリョン
正祖：キム・フンギ
貞純王后：キム・ヨンナン
キム・ギュチョル
チェ・ジョンウォン
イム・ヒョク
イム・ヒョンギ

## スタッフ
- プロデューサー：カン・ソンチョル
- 脚本：ユン・ヨンス、71話からイ・ヒャンヒ
- 演出：イ・ジェホン／イ・ジェヒョク、71話からシン・ジェグク／イ・ジェホン